# مران شاذ
المُران الشاذ (باللاتينية: Fraxinus anomala) نوع نباتي ينتمي إلى جنس المُران من الفصيلة الزيتونية.
موطنه أمريكا الشمالية في جنوب غرب الولايات المتحدة (أريزونا ويوتا وكولورادو) وشمال المكسيك.